# 칼린카
칼린카(러시아어: Калинка)는 1860년 이반 라리오노프에 의해 작곡된 러시아의 민요이다. 후렴구는 작은 양백당나무인 칼린카에 대해 노래한다.

## 가사
Калинка, калинка, калинка моя!

칼린카, 칼린카, 나의 칼린카!

В саду ягода малинка, малинка моя!

정원 안에 들딸기, 산딸기가 있네, 나의 산딸기!

Ах, под сосною, под зелёною,

아, 소나무 아래, 푸른 소나무 아래!

Спать положите вы меня!

잠들도록 날 눕혀주시오!

Ай-люли, люли, ай-люли, люли,

아, 좋구나 좋아! 아, 좋구나 좋아!

Спать положите вы меня.

잠들도록 날 눕혀주시오

Калинка, калинка, калинка моя!

칼린카, 칼린카, 나의 칼린카!

В саду ягода малинка, малинка моя!

정원 안에 들딸기, 산딸기가 있네, 나의 산딸기!

Ах, сосёнушка ты зелёная,

아, 너 푸른 소나무야!

Не шуми ты надо мной!

바로 내 위에서 소릴 내지 말거라!

Ай-люли, люли, ай-люли, люли,

아, 좋구나 좋아! 아, 좋구나 좋아!

Не шуми ты надо мной!

바로 내 위에서 소릴 내지 말거라!

Калинка, калинка, калинка моя!

칼린카, 칼린카, 나의 칼린카!

В саду ягода малинка, малинка моя!

정원 안에 들딸기, 산딸기가 있네, 나의 산딸기!

Ах, красавица, душа-девица,

아, 아름다운 여인이여, 순수한 영혼이여!

Полюби же ты меня!

부디 날 사랑해주시오!

Ай-люли, люли, ай-люли, люли,

아, 좋구나 좋아! 아 좋구나 좋아!

Полюби же ты меня!

부디 날 사랑해주시오!

Калинка, калинка, калинка моя!

칼린카, 칼린카, 나의 칼린카!

В саду ягода малинка, малинка моя!

정원 안에 들딸기, 산딸기가 있네, 나의 산딸기!

## 같이 보기
- (영어) 들어보기